# Envoltura de vinilo para vehículos (Car Wrapping)

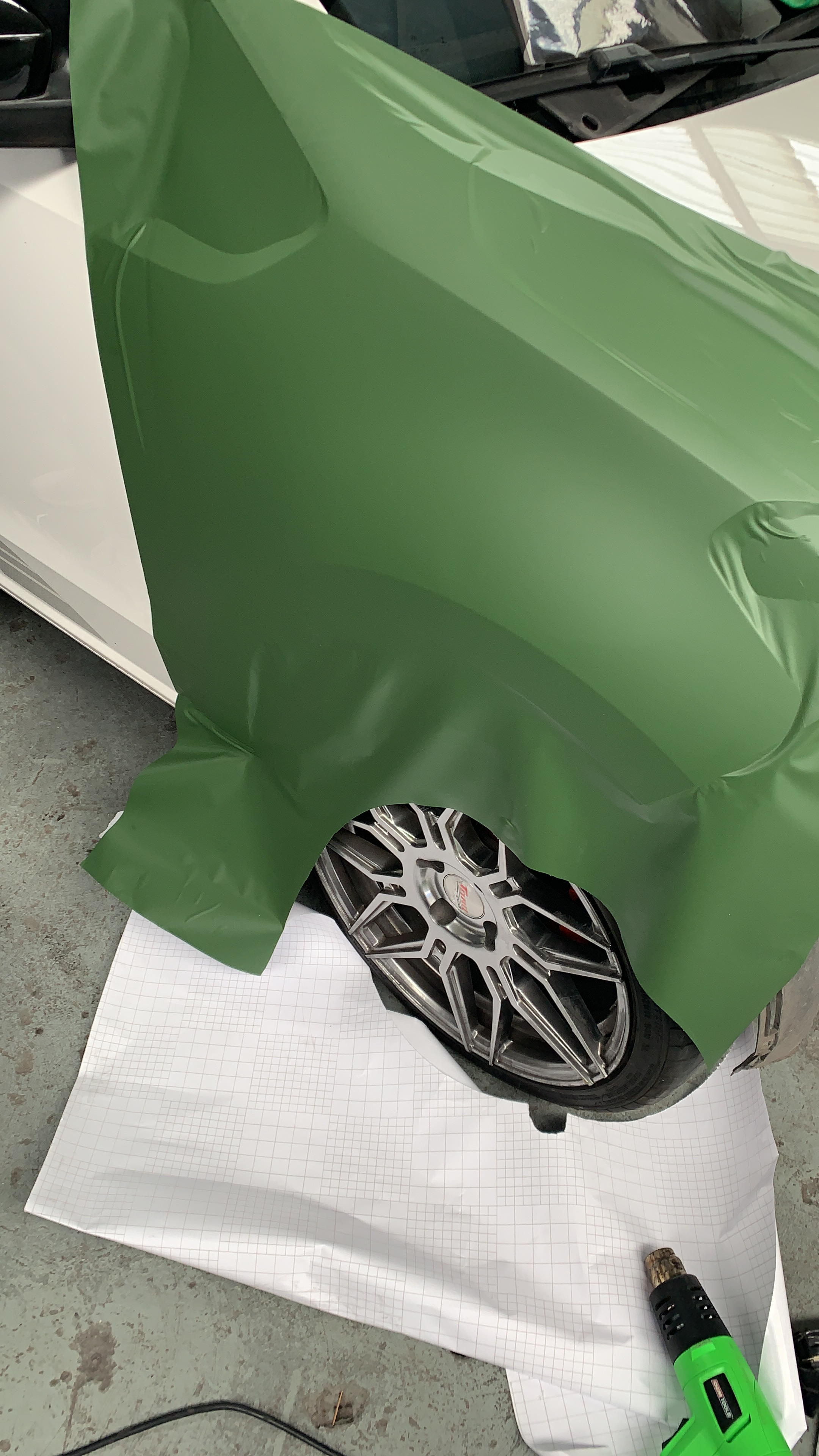
Proceso de wrapping

Un vinilo para forrar un vehículo, más conocido como "car wrapping" describe el mercado de accesorios automotriz (automotive aftermarket) práctica de completamente o parcialmente cubrir la pintura original de un vehículo con un vinilo especial para uso automotriz de un color diferente, y a veces el mismo color con una acabado como una brillante, matte o capa protectora transparente. Otros términos utilizados para referirse al vinilo para forrar vehículos son car wrap, paint wrap, color change wrap, vehicle graphics, and paint protection film.

## Historia
La envoltura de vinilo para vehículos y la envoltura de cambio de color crecieron en popularidad a partir del negocio de la publicidad de envolturas. Un gran hito en el cambio de letras de vinilo de producción pequeña a un cambio de color de vinilo de vehículo completo tuvo lugar en Alemania en 1993 cuando se le pidió al fabricante de vinilo Kay Premium Marking Films (KPMF) que produjera una película para usar en lugar de pintura para la propósito de convertir automóviles en taxis. En ese momento, las compañías de taxis alemanas estaban obligadas por ley a pintar sus flotas con un color obligatorio por el gobierno, el beige. KPMF proporcionó una alternativa a la pintura, lo que permitió a las empresas de taxis hacer que una gran flota de vehículos cumpliera con la ley alemana y, al mismo tiempo, mantuviera el valor de reventa futuro del vehículo. Antes de este punto, los taxis desmantelados tenían grandes descuentos o tenían que ser repintados por completo. Con el uso de envolturas de vinilo para vehículos, no hubo necesidad de volver a pintarlas o descartarlas, ya que el vinilo se podía quitar sin dañar la pintura de debajo. KPMF documentó que después de 3 años de servicio de taxi se completó, el vinilo se retiró dejando una "superficie de pintura impecable y sin rayones".
Los instaladores de envolturas que realizaban vinilos publicitarios comenzaron a ofrecer envolturas de vinilo acentuadas y completas como una mejora cosmética. En consecuencia, los propietarios de vehículos impulsaron la demanda y solicitaron envolturas de vinilo que se adaptaran a sus deseos. En lugar de anunciar una empresa o marca, los propietarios de vehículos querían cambiar el color y el acabado de su vehículo con fines cosméticos o de protección. Los fabricantes de envoltorios de vinilo siguieron esta tendencia al producir más colores y materiales duraderos más fáciles de instalar.
Uno de los primeros tratamientos cosméticos de vinilo data de la década de 1950 y es un producto de mercado secundario de Newhouse Automotive Industries de Los Ángeles, California. Los costos de los tratamientos de vinilo decorativos parciales (cuadros o lunares) de bricolaje oscilaron entre $10 y $ 20 dólares.
Los anuncios de Newhouse Automotive describieron el vinilo como "la última sensación automotriz:" rotulaciones de vehículos. Los anuncios de Newhouse comenzaron en 1954.
Para 2017, las envolturas de vinilo que cambian de color, las envolturas de vinilo que combinan el color de la pintura y los sobrelaminados evolucionaron para incluir diseños gráficos complejos y creativos y colores avanzados. Hay disponibles envoltorios metálicos, cromados, que cambian de color e incluso de vinilo que coinciden con los colores del código de pintura OEM.
Cambio de color y "Envoltura de pintura" es un término utilizado por los instaladores de envolturas y se refiere a un cambio de color completo, como si uno estuviera 'pintando' un automóvil con una envoltura de vinilo. La demanda de envoltorios de vinilo a juego de colores ha aumentado. La envoltura está fabricada para que coincida con los colores de la pintura del vehículo y los metálicos, así como con los colores utilizados en la impresión, como los colores Pantone. La mayoría de las envolturas de cambio de color se realizan en el exterior de un vehículo. Los instaladores de envolturas también pueden envolver los atascos de las puertas, las partes internas de las puertas que se muestran y otras partes (estas partes agregan un costo adicional a la instalación de una envoltura).

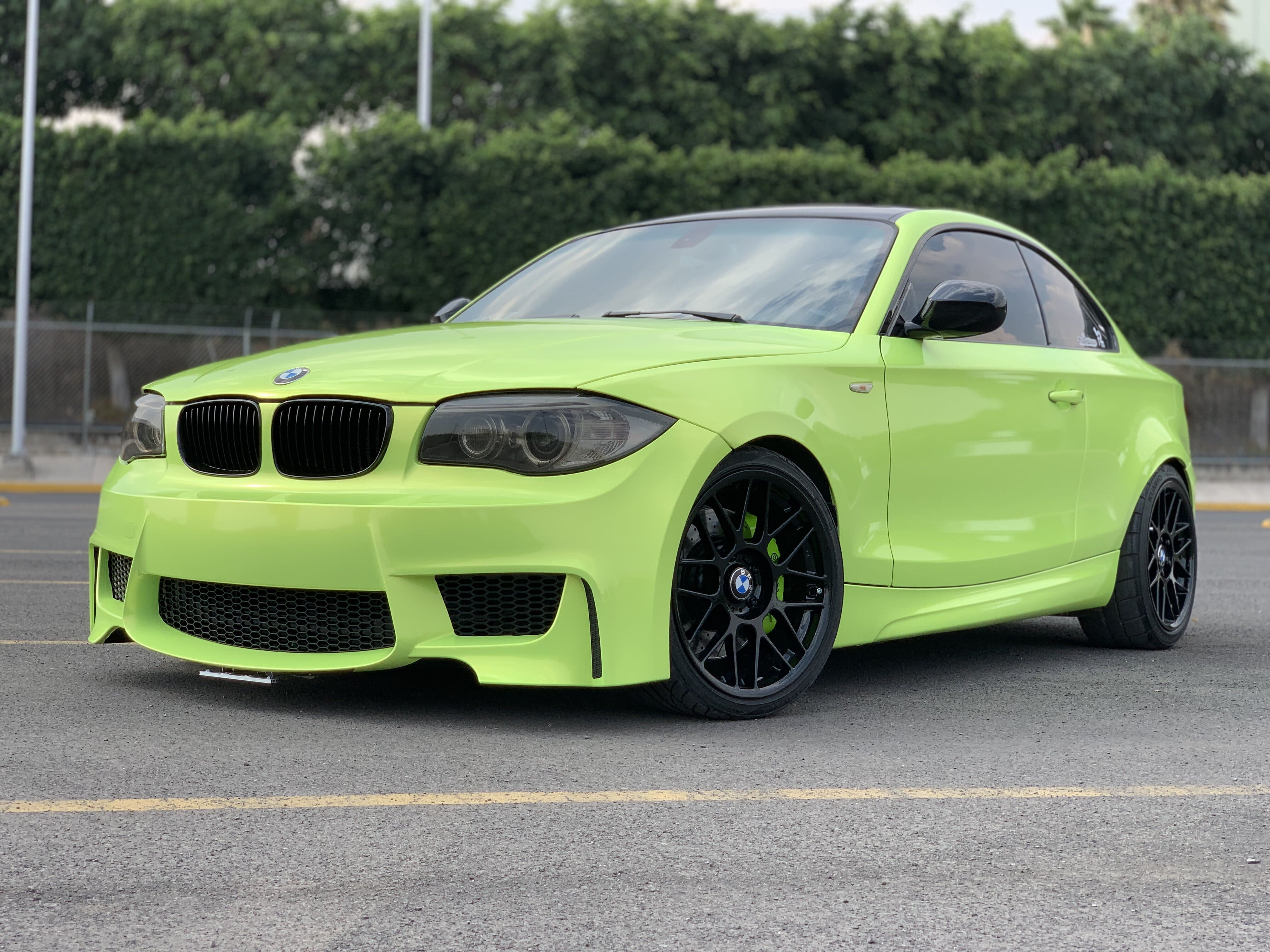
BMW 135i M Sport forrado en color "acid lime" en Querétaro, México.

## Tipos de envoltura de vinilo
Hay tres tipos principales de envoltura de vinilo para vehículos automotores:
- Cortes gráficos: estos son gráficos individuales aplicados al vehículo, es decir, logotipos, servicios o datos de contacto.
- Envolturas Parciales: este puede ser un diseño que incorpora un gráfico más grande que puede crear más impacto, por ejemplo, una imagen en color de gran tamaño. Cubre la mitad del vehículo que incluye las puertas traseras.
- Envolturas completas: una envoltura completa cubre todo el vehículo y puede tener cualquier diseño.

## Tecnologías

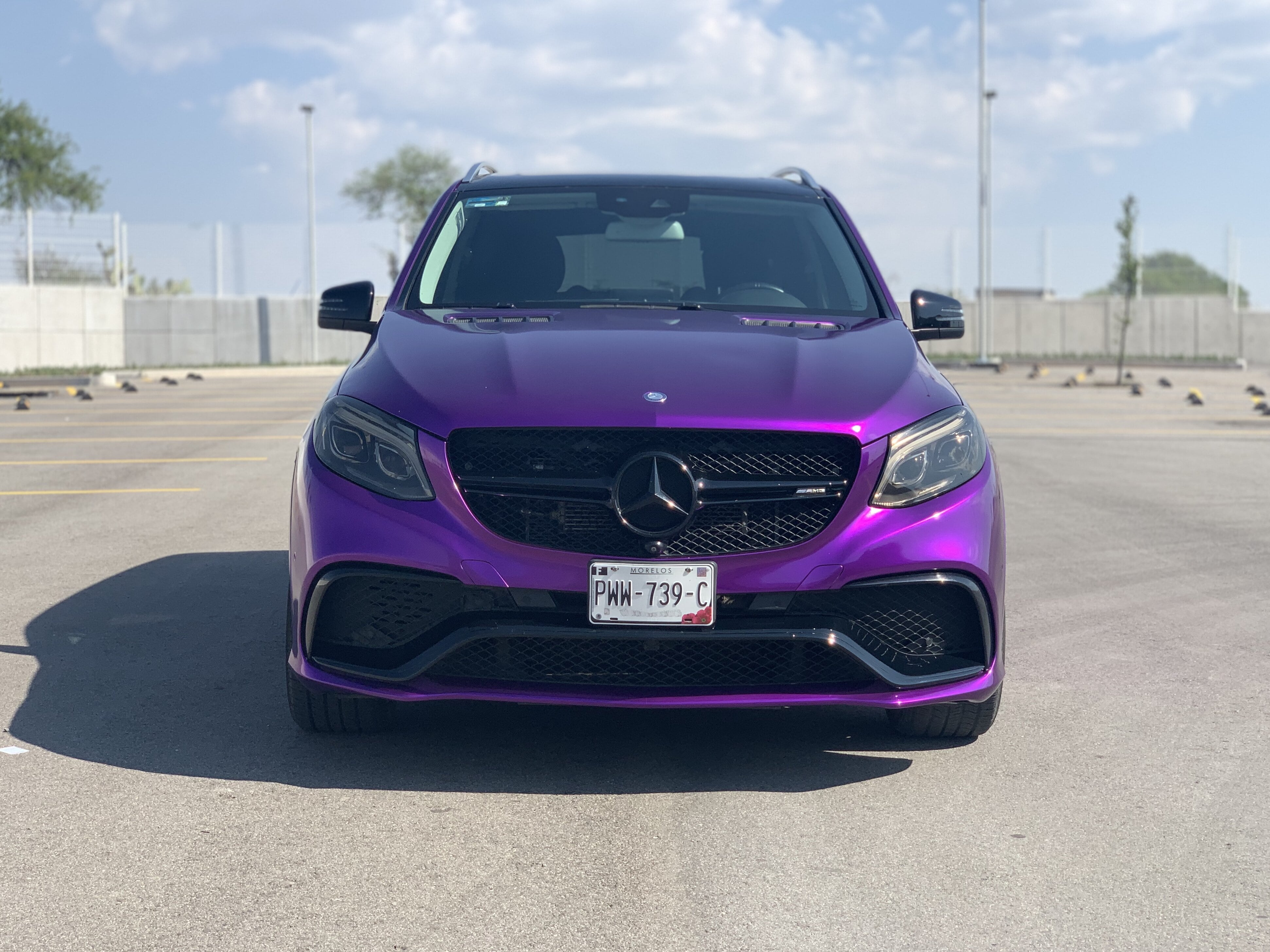
MB GLE63 AMG forrada en "Candy Purple".

El vinilo fundido es el material más común utilizado en las envolturas de cambio de color. El vinilo fundido comienza como un líquido y se moldea en una hoja o forma y luego se procesa en hornos, evaporando los solventes en el líquido. Cuando los solventes se evaporan, el resto es una película sólida, por lo general entre 2 milésimas de pulgada (soporte imprimible) y 4 milésimas de pulgada (color sólido) de espesor. Las películas fundidas se adaptan bien a las formas curvas y conservan en gran medida su forma original. Esta durabilidad de la forma permite la previsibilidad en la aplicación y en la aplicación de calor para relajar el material a su forma natural después de un moderado estiramiento. El vinilo fundido es menos propenso a contraerse porque la tensión (como la extrusión como en las películas calandradas) no se aplica al material durante el proceso de fabricación.